# Louis-Philippe Sauvé
Pour les articles homonymes, voir Sauvé.
Louis-Philippe Sauvé est un expert en communication, gestionnaire et homme politique québécois.
Il est député à la Chambre des communes du Canada de la circonscription de LaSalle—Émard—Verdun sous la bannière du Bloc québécois de septembre 2024 à avril 2025.

## Biographie
Candidat pour le Bloc québécois à l'élection partielle du 16 septembre 2024 dans la circonscription de LaSalle—Émard—Verdun, il est élu avec une courte majorité au terme d'un scrutin marqué par le plus long bulletin de vote de l'histoire des élections fédérales canadiennes,. Il devient alors le premier député de sa formation politique à être élu dans cette circonscription, qui était détenue depuis sa création en 2015 par le Parti libéral du Canada.
Lors des élections fédérales canadiennes de 2025, il perd face à un nouveau candidat libéral Claude Guay qui l'emporte avec 50,9 % des voix et une majorité de 15 972 voix.